# حرية الاعتقاد

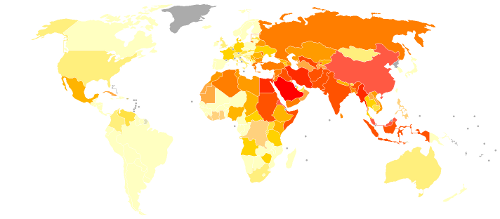
الأصفر الفاتح: قيود قليلة
الأصفر الغامق: قيود متوسطة
البرتقالي: قيود شديدة
الأحمر: قيود شديدة جدًا

الحُرية الدينية أو حرية المعتقد أو حُرية التعبد هو مبدأ يدعم حرية فرد أو مجموعة من الأفراد [ في الحياة الخاصة أو العامة] بإظهار دينهم أو مُعتقداتهم أو شعائرهم الدينية سواء بالتعليم أو الممارسة أو الاحتفال، ويشمل المصطلح كذلك العديد من المفاهيم مثل؛ حرية تغيير الدين أو عدم اتباع أي دين.
حُرية التَرك أو الانسحاب من دين أو جماعة دينية يُطلق عليه حسب مصطلحات دينية مسمى «الرِّدة»، وهي أيضاً جزء أساسي من حرية المعتقد، وتُعتبر الحرية الدينية من قبل الأفراد والدول في العالم حق أساسي ويندرج تحت " المادة 18 من الإعلان العالمي لحقوق الإنسان. " وتُعد الحرية الدينية أحد أهم حقوق الإنسان الأساسية  في الدول التي تعتمد أسلوب دين الدولة، تعتبر حرية الدين والمعتقد مقيدة في أغلب الأحيان بالعديد من الدول، حيث أن الحكومة هي من تمنح تصاريح الممارسات الدينية للطوائف الأخرى إلى جانب الدين الرسمي للدولة.

## تاريخياً
من الناحية التاريخية استخدم مصطلح الحرية الدينية للإشارة إلى تقبل المعتقدات الدينية المختلفة، بينما حرية العبادة تشير إلى حرية ممارسة الفرد. وقد تفاوتت درجة تقبل هذه الحريات بين الدول المختلفة. حيث نجد بعض الدول قد تقبل أحد أشكال الحرية الدينية لكنها في الواقع تفرض بعض الضرائب التأديبية على الأقليات الدينية، وتعمل على سَن بعض التشريعات الاجتماعية كأسلوب من أساليب القمع بالإضافة إلى حرمانهم من حقوقهم السياسية. تعد إيطاليا أحد الأمثلة على ذلك، بينما في الدول الإسلامية يُطلق على مثل هذه الأقليات بأهل الذمة والتي تعني حرفياً الأفراد المحميين، ويتم التعامل معهم بمبدأ التسامح الديني واحترام دينهم. خلال العصور القديمة كان يُسمح للتجار بممارسة معتقداتهم والعمل وفقاً لها، بينما في أحد المدن الرومانية والتي كانت تعيش بها عدة فرق دينية كانت تحدث اشتباكات مع الغوغاء في الشارع. في عام 550 قبل الميلاد قام سايروس الكبير (والذي يعتقد البعض أنه ذو القرنين) بتأسيس الإمبراطورية الإخميدية والتي قامت على سياسة السماح بالحرية الدينية والتي وثقت على اسطوانة سايروس الطينية (Cyrus Cylinder) ، وجدت بعض الاستثناءات التاريخية في المناطق التي يكون فيها أحد الأديان السماوية في وضع قوي مثل: اليهودية، الزرادشتيه (ديانة المجوس والفرس قديما)، المسيحية والإسلام. وغيرها من الأديان ووجدت في مناطق شعرت فيها النظم الموجودة بالتهديد، كما ظهر في محاكمة سقراط (Socrates) في عام 399 قبل الميلاد أو حيث يكون النظام مقدس، كما حدث في روما وكان هناك رفض لتقديم التضحية الرمزية والمماثل لرفض تقديم يمين الولاء. والذي كان جوهر امتعاض واضطهاد المجتمعات المسيحية قديماً. تأسست حرية العبادة الدينية في إمبراطورية موريا (Maurya) البوذية في الهند القديمة على يد أسوكا (Asoka) العظيم في القرن الثالث قبل الميلاد حيث كانت تقتصر على مراسيم أشوكا (Ashoka). وتعطينا الاشتباكات التي حدثت في عام 73 و 117 بعد الميلاد بين اليهود والإغريق في مدينة سيرين (Cyrene) وفي مدينة الإسكندرية أمثلة على مدن عالمية حدثت فيها اضطرابات بهذا الشأن.

### العالم الإسلامي
بعد فترة من القتال والذي دام حوالي مئة سنة قبل عام 620 بعد الميلاد الذي كان بين العرب واليهود في المدينة (والتي عرفت بيثرب) أعلن النبي محمد في معاهدة المدينة عن هدنة تمنح الحرية الدينية لكل من المسلمين واليهود والوثنيين. ضمنت بعد ذلك الخلافة الإسلامية حرية الدين لكن بشرط أن يكون لغير المسلمين من الذميين، ويدفع البالغ منهم جزية كدفع المسلمين للزكاة. كان اليهود والنصارى يمرون بمراحل تسامح واضطهاد متناوبة، ومن أبرز الأمثلة غزو البربر من قبل المسلمين في إسبانيا من شمال أفريقيا (المرابطون ومن بعدهم الموحدون في منتصف القرن الثاني عشر). سبب ذلك في هجرة العديد من اليهود والنصارى إلى المدن المسيحية الشمالية.
كانت التعددية الدينية موجودة في الأخلاق الإسلامية والشريعة، كالقوانين الدينية وأخلاق الديانات الأخرى، كالمسيحية والبوذية والهندوسية، والتي يتم غالباً استيعابها ضمن الإطار القانوني الإسلامي، كما رأينا في أيام الخلافة قديما، في الأندلس، وشبه القارة الهندية والنظام العثماني. كان القضاة في المجتمعات الإسلامية في القرون الوسطى لا يتدخلون عادة في مسائل غير المسلمين إلا إذا اتفق الطرفان طوعاً أن يكون الحكم وفقاً للشريعة الإسلامية. من ناحية أخرى، كانت المجتمعات الذمية التي تعيش في المناطق الإسلامية تتخذ قوانينها عادةً بشكل مستقل عن قانون الشريعة الإسلامية كاليهود الذين اتخذوا شريعتهم الخاصة لتطبيقها والتي هي محكمة (هالاخاه).
سُمح لأهل الذمة بالعمل في محاكمهم الخاصة ونُظمَ قانونها الخاص في الحالات التي لا تتعدى على جماعات دينية أخرى، أو جرائم يعاقب عليها بالإعدام أو تهديدات للنظام العام. وسمح لغير المسلمين بالانخراط في الممارسات الدينية التي كانت ممنوعة عادة في الشريعة الإسلامية، مثل استهلاك الكحول ولحم الخنزير، وكذلك الممارسات الدينية التي وجدها المسلمون بغيضة، مثل ممارسة الزرادشتي «زواج الأرحام» حيث يمكن أن يتزوج رجل والدته أو أخته أو ابنته. ووفقاً لقانون المسلم الشهير ابن القيم (1292-1350) فلقد كان لغير المسلمين الحق في الانخراط في مثل هذه الممارسات الدينية حتى لو أهانوا المسلمين، وفقاً لشروطهم التي لا يمكن في مثل هذه الحالات أن تقدم إلى محاكم الشريعة الإسلامية وأن تكون هذه الممارسة جائزة عند تلك الأقليات الدينية وفقاً لدينهم.

### الهند
كانت الهند تمنح الحرية الدينية، الحق في ممارسة العبادة بحرية والتي حظيت بالتقدير والترويج لها من معظم السلالات الهندية القديمة لأكثر من 5000 سنة.[بحاجة لمصدر] ونتيجة لذلك، هرب الناس الذين هربوا من الاضطهاد الديني في أجزاء أخرى من العالم بما في ذلك المسيحيين واليهود والزرادشتيين والبهائيين إلى الهند والتي تعد مكاناً لهؤلاء اللاجئين للتمتع بالحرية الدينية. هذا كان الموقف الكامن وراء معظم حكام الهند منذ زمن بعيد.[بحاجة لمصدر] استقر اليهود الفارين من الاضطهاد القديم في وطنهم منذ 2500 سنة مضت في الهند ولم يواجهوا أي معاداة سامية أبداً. وقد عَثر على مراسيم حرية الدين مكتوبة في عهد اشوكا الأكبر في القرن الثالث قبل الميلاد. حرية الممارسة والوعظ ونشر أي دين هو حق دستوري في الهند الحديثة. وترد معظم الاحتفالات الدينية الكبرى في المجتمعات الرئيسية في قائمة الأعياد الوطنية. الكثير من العلماء والمثقفين يرى بأن الديانة السائدة في الهند هي الديانة الهندوسية وهي الديانة الأكثر تسامحاً على المدى الطويل.

## دالاي لاما
دالاي لاما (Dalai Lama) زعيم التبت في المنفى يقول أن التسامح الديني للأريابهومي (Aryabhoomi) - وهي تعود للهندية الموجودة في ماهابراتا (Mahabharata)- كان موجود في هذه البلاد منذ آلاف السنين،” ليست فقط موجودة في الهندوسية والبوذية والسيخية -وهي الديانات المحلية- وإنما ازدهرت في الديانة المسيحية والإسلامية أيضاً " وهي تقول " أن التسامح الديني متأصل في التقاليد الدينية الهندية " حسب أقوال دالاي لاما (Dalai Lama)
الحرية الدينية في شبه القارة الهندية بدأت تتمثل في عهد الملك بياداسي (King piyadasi) (304 إلى 232 قبل الميلاد) أسوكا (Asoka)، وكان أحد أهم اهتمامات الملك أسوكا (Asoka) هو تشكيل معاهد حكومية، والتدريب على القيم الأخلاقية، في محاولة منه لخلق مجتمع إنساني عادل، وفي وقت لاحق قام بتعزيز المبادئ البوذية، واستطاع خلق مجتمع قائم على العدالة والنزاهة والتفاهم، وقام العديد من الحكام القدماء بالتمسك بهذا المبدأ حتى هذا الوقت.
أما الأهمية للحرية الدينية في العبادات داخل الهند كانت مغلفة في نقوش أسوكا (Asoka) العزيز الملك بياداسي (أسوكا) إلى الله، الذي يكرم كل الديانات والزاهدين (النساك) والمعتكفين في منازلهم بالعطايا الخيرية وغيرها من الطرق الأخرى، لكن الملك العزيز على الله يساهم بشكل أقل في هذه العطايا مقابل أخذ العهد بحماية المقدسات الدينية، والتي تشكل جزء أساسي من عطايا الله، وهناك مصدر مشترك لهذه المقدسات وهو الاحترام، ولهذا يجب أن أقول بأن تمجيد أحدهم لا يعني إهانة البقية، ولا يجب إهانة البقية بلا سبب شرعي، بل على العكس يجب على الأشخاص احترام الديانات الأخرى بما يليق بهم.
أول دخول للإسلام في شرق آسيا كان بعد قرن من وفاة نبي الإسلام محمد صلى الله عليه وسلم، وفي حوالي العام 1210 بعد الميلاد غزا السلطان الإسلامي الهند من ناحية الشمال الغربي، ومن ثم بدأ مفهوم الحرية الدينية في هذه الرقعة من العالم بالتدهور والذي تم استبداله بغزو إسلامي أخر والمتمثل في بابور. ووُجدت الإمبراطورية المغولية من قبل قائدها المغولي بيبرBabur في عام 1526 عندما هُزم إبراهيم لودي وهو آخر سلاطين دلهي في المعركة الأولى ببانيبات (First Battle of Panipat)، وكلمة المغولية هي كلمة هندية - إيرانية من كلمة منغول.
في القارة الآسيوية الرئيسية كان المنغول متسامحون دينيا، وكان بإمكان الناس أن يقدسوا ويتعبدوا بحرية وانفتاح، وعليه فإن تكوين الحضارتين (الباكستانية والبنغلاديشية) كان مبني على أسس من التسامح الديني.
وبعد وصول الأوروبيين والمسيحيين المتحمسين لتحويل المحليين- كل باعتقاده - في سبيل الهداية إلى خدم للرب، تبين أنهم وقعوا في أساليب عبثية منذ وصولهم، وبالرغم من هذا فإنه لا توجد أية تقارير قانونية أو إخلال بالأنظمة من قبل الشعب ضد المسيحيين، فيما عدا الجزء الشمالي الغربي من الهند.
وقد صاحبَ ظهور الحزب السياسي (BJP) والنزعة القومية الهندوسية قمعٌ للمسيحية، وفي بعض الحالات اعتداءات على المسيحيين ومؤسساتهم، وقد حدث ما هو أسوأ من هذا في أغسطس عام 2008 عندما تم إحراق 4640 منزلا و 252 كنيسة في كاندامال، وأصبح 54000 شخص بلا مأوى بسبب هذا العنف، واستمرت مثل هذه الهجمات حتى نوفمبر عام 2010 هاجم متطرفي الهندوس منازل المسيحية في قرى بيليجودا (Peliguda)، كيندوجودا (Kenduguda)، وتيلاراي (Telarai) في ولاية أوريسا، يقول المسيحيون بأنهم تعرضوا للهجوم لرفضهم المساهمة في احتفالات دورغا بوجا (Durga Puja) المحلية.
حرية الدين في الهند المعاصرة هي حق أساسي مكفول بموجب المادة 25 من دستور البلاد، ووفقا لذلك فإن كل مواطن في الهند لديه الحق في اعتناق وممارسة ونشر دينه بشكل سلمي، وعد فيشوا هندو باريشاد (Vishwa Hindu Parishad) هذه الحجة بالقول إن المسيحيين المبشرين يحاولون بقوة (أو من خلال المال) تحويل ديانة سكان الريف والسكان الأميين، وأنهم يحاولون فقط وقف هذه الممارسات.
في سبتمبر 2010، أعلن مفوض انتخابات ولاية كيرلا (Kerala) الهندية ما نصه: «زعماء الديانات لا يمكنهم الدعوة لانتخاب أعضاء مجتمع معين، أو الدعوة لإسقاط غير المؤمنين بالديانات» ، الكنيسة الكاثوليكية (Catholic Church) بجموع طوائف اللاتين (Latin)، والملبار السريان (Syro-Malabar)، والملنكار السريان (Syro-Malankara)، اعتادت على توجيه إرشادات مباشرة لأتباعها بممارسة حقهم بالانتخاب في موسم الانتخابات، وذلك عبر رسائل كهنوتية من الأساقفة أو مجلس الأساقفة، الرسالة الكهنوتية الموجهة من مجلس أساقفة كيرلا الكاثوليك (Kerala Catholic Bishops' Council) - والذي يعرف اختصارا بـ (KCBC)- عشية موعد الاقتراع تحث أتباع الكنيسة على مقاطعة الملحدين.
في الوقت الحاضر، يحتفل معظم الهنود بجميع الأعياد والمهرجانات الدينية بنفس القدر من الحماسة والاحترام، والأعياد الهندوسية (Hindu) مثل: عيد ديفالي (Deepavali) أو مهرجان الأضواء وعيد هولي (Holi) أو مهرجان الألوان، أما الأعياد الإسلامية مثل: المولد النبوي (Mahanabi Jayanti)، الأعياد المسيحية مثل: ميلاد المسيح (Christmas)، والأعياد الأخرى مثل عيد بوذا بورنيما (Buddha Purnima)، وميلاد مهافير (Mahavir Jayanti)، وعيد غور بوراب (Gur Purab) الخ، يحتفل جميع الهنود بها ويستمتعون بها على حد سواء.
الكنيسة الكاثوليكية الرومانية فرضت قيوداً صارمة على حرية التعبير الديني على مدى العصور الوسطى، تعرض اليهود باستمرار للتمييز والاضطهاد، وأوضح الأمثلة على ذلك هو طرد جميع اليهود من إسبانيا، وقد حُكم بعض من بقي وتحول للمسيحية باعتبارهم ملحدين إبان محاكم التفتيش بزعم ممارستهم للديانة اليهودية سراً، وعلى الرغم مما تعرض له اليهود من اضطهاد، فقد كانوا أكثر أتباعِ ملةٍ غير كاثوليكيةٍ تعصباً في أوروبا.
على الرغم من ذلك، فإن ما نُفذ عليهم كان في جزءٍ منه رد فعل على الحركة المتنامية التي آلت إلى ما عرف بالإصلاح (the Reformation)، في عام 1380، أنكر جون وايكليف (John Wycliffe) في إنجلترا معتقد الاستحالة (transubstantiation)، وبدأ العمل على ترجمته الخاصة للإنجيل للغة الإنجليزية، وقد أدين في الرسالة البابوية عام 1410، وأحرقت كتبه جميعها.
في عام 1414، أُعطي جان هَس (Jan Hus) - مبشر الإصلاح البوهيمي- الأمان من الإمبراطور الروماني المبجل لحضور مجلس كونستانس (the Council of Constanc)، ونظراً لعدم ثقته بما يتعلق بسلامته الشخصية، فقد كتب وصيته قبل أن يغادر، وقد ثبت ما كان يخشاه وأُعدم حرقاً في 6 يوليو 1415، وقد أمر المجلس كذلك بنبش رفات وايكليف والتخلص منها، ولم ينفذ ذلك الأمر حتى عام 1429.
بعد سقوط مدينة غرناطة الإسبانية عام 1492 تم وعد السكان المسلمين بالحرية الدينية من خلال معاهدة غرناطة، لكن هذا الوعد لم يدم طويلاً، ففي عام 1501 تم إعطاء مسلمي غرناطة إنذار للتحويل إما للمسيحية أو الهجرة، الغالبية تحول لكن بشكل سطحي فقط، مستمرين باللباس والتحدث كما عهدوا من قبل ومارسوا الإسلام سراً، تم طرد المورسكيين (Moriscos) (المتحولين للمسيحية) في نهاية المطاف من إسبانيا بين عام 1609 من قشتالة (Castile) و 1614 من بقية إسبانيا (rest of Spain)، من قِبل فيليب الثالث (Philip III).
نشر مارتن لوثر (Martin Luther) خمس وتسعين أطروحة في وترنبيرغ (Wittenberg) في 31 أكتوبر 1517، وكان هدفه الأساسي لاهوتي، ملخصه في ثلاث عقائد أساسية للبروتستانتية (Protestantism):
- الكتاب المقدس هو المعصوم فقط.
- كل مسيحي يستطيع تفسيره.
- خطايا الإنسان غير جائزة بشدة أن تفعل أو تستحق، ووحدها نعمة الله يمكنها أن تؤدي إلى النجاة.

وكنتيجة أمّل لوثر (Luther) بأن يتوقف بيع صكوك الغفران وإصلاح الكنيسة من الداخل، ولكن هذا لا يمكنه أن ينجح، لأن منهجه يعني نهاية مذهبة من رجال الدين والبابا، في عام 1521 تم إعطائه فرصة للاستدراك للعودة لـ«النظام التشريعي للأديان» من قبل كارلوس الخامس (Charles V) - الإمبراطور الروماني المقدس - بعد أن رفض الإنكار أعلن بأنه مرتد، وكجزء من حمايته، فقد كان منعزلا في وارتبرج (Wartburg) في ممتلكات فريدريك الثالث (Frederick III) منتخب الساكسونية (Saxony)، حيث ترجم الوصية الجديدة للألمانية، وتم طرده من قبل بابل بول (Papal Bull) في عام 1521.
ومع هذا فقد واصلت الحركة لكسب أرضية وقاعدة في ظل غيابه وامتدت إلى سويسرا (Switzerland)، هيلدريش زوينجلي (Huldrych Zwingli) بشر بالإصلاح في زيورخ (Zürich) من عام 1520 حتى 1523، وهو معارض لبيع صكوك الغفران، العزوبية، الصور، التماثيل، الآثار، المذابح، والأعضاء، بلغت هذه الحرب أوجها بين الكانتونات السوسيرية (Swiss cantons) والتي قبلت المذهب البروتستانتي والكاثوليكية، كان النصر للكاثوليكية، وقتل زوينجلي (Zwingli) في المعركة، في عام 1531 كانت الأقاليم الكاثوليكية مرحبة بهذا الانتصار، في تلك الأثناء تم تفسير فكرة لوثر (Luther) بشكل جذري من قبل قادة حرب الفلاحين الألمان، ساعد لوثر بنفسه الأمراء الألمان في ذبح هؤلاء الثوريين.
التحدي لسلطة الكنيسة البابوية أصبح معديا؛ ففي عام 1533 عندما كان هنري الخامس (Henry VIII) لإنجلترا ممنوعاً من العضوية الكنيسية بسبب طلاقه وزواجه من آن بوليين (Anne Boleyn)، أسس على الفور دولة كنيسية مع رجال دين مسيحيين رشحوا من قبل الملك، وصاحب ذلك معارضة داخلية، فقد أعدم رئيس مجلس اللوردات توماس مور (Thomas More) عام 1535 بسبب معارضته لهنري (Henry)، وفي عام 1535 أصبح كانتون سويسرا (canton) في جنيف بروتستانتيا، وفي عام 1536 طبق برنيس (Bernese) الإصلاح على كانتون فود (Vaud) بواسطة الغزو، وغنموا كنيسة مركزية ضخمة في لوزان (Lausanne) وحطموا جميع فنونها وتماثيلها.
جون كالفن (John Calvin) والذي كان ناشطاً في جنيف طُرد عام 1538 بعد مقاومة ونزاع كبير، ولكنه دُعي مرة أخرى عام 1540، وقد كان متذبذبا بين البروتستانتيين والكاثوليكيين في إنجلترا، عندما أعادت ماري الأولى لإنجلترا (Mary I of England)تلك الدولة بكل اختصار إلى رعاية الكنيسة الكاثوليكية وذلك عام 1553، وأزعجت بذلك البروتستانتيين، وعلى كل حال أختها - غير الشقيقة - إليزابيث الأولى لإنجلترا (Elizabeth I of England) كانت تعيد رعايا الكنيسة لإنجلترا في عام 1558، وفي ذلك الوقت بدأت تغضب الكاثوليكيين مرة أخرى.
كُلف الملك جيمس بايبل (King James Bible) من قبل ملك إنجلترا جيمس الأول (James I) وأعلن عام 1611 تأكيد معلم لديانة البروتستانتية مع أشكال سلطة الكثوليكي لوجود ديانة محظورة.
بالرغم من أن الأمن كان مصنوعاً من البروتستانتية والكاثوليكية في معاهدة سانت جرماين (Treaty of Saint Germain) عام 1570 في فرنسا، إلا أن الاضطهاد كان مستمراً؛ وبشكل خاص في المجزرة ليوم القديس بارثولوميو (Massacre of Saint Bartholomew's Day) في 24 أغسطس 1572، فالآلاف من البروتستانتيين قتلوا في أرجاء فرنسا قبل أعوام قليلة في المايتشيليد (Michelade)، نايمز (Nîmes)، وفي عام 1567 قتل البروتستانتيين الكهنوت الكاثوليكي المحلي.

### أوائل الخطوات والمحاولات للتسامح
تميزت نورمان مملكة صقلية تحت حكم روجر الثاني بطبيعتها المتعددة الأعراق وبالتسامح الديني، حيث عاش البيزنطيين الإغريق ، والنورمان واللومبارد وسكان صقلية الأصليين ، واليهود والعرب المسلمين في وئام، وبدلاً من إبادة المسلمين من صقلية، سمح لهم حفيد روجر الثاني إمبراطور هونستافن فريدريك الثاني (1215-1250) بالاستقرار على البر الرئيسي وبناء المساجد وقام بتجنيدهم من ضمن جيشه المسيحي وحتى في حراسته الشخصية. تتمتع بوهيميا (الجمهورية التشيكية في الوقت الحاضر) بالحرية الدينية بين 1436 و1520، خلال تلك الفترة من الزمن أصبحت واحدة من أكثر الدول ليبرالية في العالم المسيحي. أعلن ما يسمى بـ مواثيق بازل من 1436 الحرية الدينية والسلام بين الكاثوليك واليوتراكويستس (Utraquists). في عام 1609 منح الإمبراطور رودولف الثاني بوهيميا أكبر حرية دينية في رسالة جلالته، وترسخت مكانة متميزة للكنيسة الكاثوليكية في مملكة التشيك بعد معركة الجبل الأبيض في عام 1620. انتهت الحرية الدينية في الأراضي البوهيميه والبروتستانت فروا أو طردوا من البلاد. فالإمبراطور فرديناند الثاني الكاثلوليكي المتدين قام بتحويل النمساويين والبوهيميين البروتستانت قسرا.
في هذه الأثناء، في ألمانيا قام فيليب ملنشثون Philip Melanchthon بصياغة اعتراف اوغسبورغ كاعتراف مشترك لأتباع لوثر والأراضي الحرة. وقدمه لشارل الخامس في 1530. في الإمبراطورية الرومانية المقدسة، وافق شارل الخامس على تحمل اللوثرية في 1555 أثناء فترة سلام اوغسبورغ. كانت كل دولة تأخذ بدين أميرها ، ولكن داخل هذه الدول لم يكن هناك تسامح ديني بالضرورة ، أما المواطنين من أتباع الديانات الأخرى فيمكنهم الانتقال إلى بيئة أكثر ملائمة. في فرنسا ، من 1550م أفشلت العديد من محاولات التوفيق بين الكاثوليك والبروتستانت وتأسيس التسامح بين الأديان لأن الدولة كانت ضعيفة جدا لتنفيذها، وعند انتصار أمير فرنسا هنري الرابع المتحول للبروتستانتية، وتوليه العرش، فرض التسامح الديني بشكل رسمي في مرسوم نانتيز في 1598وبقي ساري المفعول لأكثر من 80 عاما حتى إلغائه في 1685 من قبل لويس الرابع عشر في فرنسا. وظل التعصب الديني هو المهيمن حتى وقع لويس السادس عشر على مرسوم فرساي (1787)، ثم النص الدستوري المؤرخ 24 كانون الأول 1789، الذي منح حقوق مدنية للبروتستانت. الثورة الفرنسية ألغت دولة الدين وصادرت جميع ممتلكات الكنيسة، وتحول التعصب ليكون ضد الكاثوليك والقوانين السابقة والضمانات القانونية للحرية الدينية في عام 1558، أعلن مشرَع توردا الترانسلفيني عن حرية الممارسة الدينية للكاثوليكيين واللوثريين، ولكنه منعها عن الكالفنيين. بعدها بعشر سنوات، في 1586، وسع المشرع الحرية لكل الأديان، معلنا أنه «من غير المسموح لأي أحد ليرهب شخصا بالحبس أو النفي بسبب ديانته.» على كل حال كان الأمر أكثر من تسامح ديني، فقد وضح تساوي جميع الأديان. الاندماج في السلم الاجتماعي لم يعد يعتمد على دين الشخص، ولذا فـ ترانسلفانيا حكمها أمراء من الكاثوليكيين والبروتستانت. فقدان ديانة الدولة (ما يعرف بالدولة العلمانية) كان مميزا لأوربا لقرون. ولذلك فمرسوم توردا يعتبر عند كثير من المؤرخين الهنغاريين أنه أول ضمانة قانونية للحرية الدينية المسيحية في أوروبا.
التسامح الديني وحرية الاعتقاد: جلالة الملك المعظم، بأي طريقة -في مملكته- أباح أمر الدين حسب الشرائع القديمة، لنفس الأمر الآن وفي هذا التشريع يؤكد أن أي مكان للدعاة يجب أن يدعو فيه كل شخص بحسب فهمه للإنجيل وما تفرع منه. إن لم يكن ذلك، لا أحد يجبرهم لأن أنفسهم لن تكون راضية، ويسمح لهم بالحفاظ على واعظ وقس والذي عليه يتفقون. ولذلك لا أحد من المراقبين أو غيرهم يسيء معاملة الدعاة، ليس من المفترض أن يحتقر إنسان من أي شخص لدينه ، فبناء على التشريعات السابقة، ليس مسموحا لأحد أن يهدد آخرا بالسجن أو النفي بسبب تعاليمه. لأن الإيمان هبة الرب، وهو يأتي من السمع الذي هو كلمة الرب. - مشرع توردا، 1568: الملك جون سيجيسموند.
في اتحاد أوتريخت (20 يونيو 1579) أعلنت الحرية الشخصية الدينية في الصراع بين شمالي هولندا وإسبانيا. اتحاد أوتريخت كان خطوة مهمة في تدشين جمهورية هولندا (من عام 1581 لـ 1795). تكوين مجتمع يهودي في هولندا ونيو أمستردام (حاليا نيويورك) خلال جمهورية هولندا هو مثال للحرية الدينية. ولما استسلمت نيو أمستردام للإنجليز في 1664، الحرية الدينية كانت مضمونة في مقالات الاستسلام. عدم التسامح مع المنشقين عن البروتستانتية استمر، كما شوهد في هجرة الحجاج والذي سعوا للجوء، أولا في هولندا، ونهاية في أمريكا، مكونين مستعمرة بلايموث في ماستشوستس Massachusettsفي عام 1620. ويليام بين، مؤسس فيلادلفيا، كان مشمولا في قضية لها وقع كبير على مستقبل القانون الأمريكي والإنجليزي. في قضية كلاسيكية حول إلغاء الحكم، رفضت هيئة الادعاء الحكم على ويليام بين بتهمة الدعوة للموعظة الكويكرية والتي كانت غير قانونية. وعلى الرغم أن الهيئة حبست بسبب التبرئة إلا أنهم أصروا على قرارهم وساهموا في تأسيس حرية الدين.

#### بولندا
المقال الرئيسي: اتحاد وارسو (Warsaw) لدى بولندا تقاليد طويلة في الحرية الدينية. كان الحق في حرية العبادة حقاً أساسياً لجميع سكان رابطة الكومنولث طوال القرن الخامس عشر وفي بداية القرن السادس عشر ، ومع ذلك، تم الاعتراف رسميا بالحرية الكاملة للدين في بولندا عام 1573 خلال اتحاد وارسو (Warsaw). أبقت بولندا على قوانين الحرية الدينية خلال حقبة الاضطهاد الديني حينما كان الاضطهاد الديني حدثاً يومياً في بقية بلدان أوروبا.
صدر الميثاق العام للحريات اليهودية المعروفة باسم النظام الأساسي للكاليش (theStatute of Kalisz) من قبل دوق بولندا الكبرى بوليسليوس (Boleslaus) في 8 سبتمبر 1264 في كاليش (kalisz). خدم النظام الأساسي الموقف القانوني لليهود في بولندا وأدى إلى إنشاء دولة يهودية مستقلة ناطقة بالييديش (Yiddish) حتى عام 1795.
منح النظام الأساسي خاصيةً حصرية للمحاكم اليهودية في المسائل اليهودية وأنشأ محكمة منفصلة للأمور التي تتعلق أو تتضمن مسيحيين ويهود معاً. بالإضافة إلى ذلك، فإنه ضمن الحريات الشخصية لليهود وضمن سلامتهم ، بما في ذلك حرية الدين، والسفر، والتجارة. تم التصديق على النظام الأساسي من قبل الملوك البولنديين اللاحقين: كازيمير الثالث (Casimir III)ملك بولندا عام 1334، كازيمير الرابع (Casimir IV) ملك بولندا عام 1453 وسيغيسموند الأول (Sigismund I) ملك بولندا في عام 1539. ثم جاء الكومنولث بسابقة فريدة حينما رفع اليهود لمرتبة النبلاء.

### الولايات المتحدة
في البداية كانت معظم المستعمرات عموماً غير متسامحة مع أشكال العبادة المنشقة أو الخارجة عنها، كان الاستثناء الوحيد لولاية ماريلاند. وعلى سبيل المثال: وجد روجر وليامز (Roger Williams) أنه من الضروري أن يجد مستعمرة جديدة في ولاية رود آيلاند (Rhode Island)هرباً من سيطرة الاضطهاد في مستعمرة ماساشوستس Massachusetts. المتشددون من مستعمرة خليج ماساتشوستس كانوا أكثر نشاطاً على الخارجين عنهم من المتشددين من مستعمرة نيو انجلاند الكويكرز (Quakers)، كانت روح الاضطهاد متشاركة مابين مستعمرة بليموث والمستعمرات المنتشرة على طول نهر كونكتيكت.
أبرز ضحايا التعصب الديني في عام 1660 هي الضحية الإنجليزية ماري داير (Mary Dyer) من الكويكرز (Quakers) التي أعدمت شنقا في بوسطن، ماساتشوستس لتحديها بشكل متكرر القانون البروتستاني الذي طرد الكويكرز (Quakers)من المستعمرة. رغم كونها واحدة من أربعه من الكويكرز اللذين أعدموا شنقاً في بوسطن وعرفوا باسم شهداء بوسطن، كان شنق داير (Dyer) بداية نهاية الثيوقراطية البروتستانتيه واستقلال نيو انجلاند عن القاعدة الإنجليزية ، في عام 1661 نهى الملك شارل الثاني (King Charles II) الماساتشوستس من تنفيذ أي حكم على أي شخص يعتنق دين جمعية الأصدقاء الدينية أو الكويكرزم (Quakerism). محاكمات السحرة في سالم في ماساشوستس عام 1963 و1964 هي مثال بارز آخر على الاضطهاد الديني من قبل المتشددين. عُقدت واحدة وثلاثين محاكمة للسحرة، وتم إدانة تسعة وعشرين شخصاً بتهمة ممارسة السحر. تم شنق تسعة عشر متهم بينهم أربعة عشر امرأة وخمس رجال. رفض رجلاً تقديم التماس، فتم قذفه بالحجارة الثقيلة حتى الموت في محاولة لإجباره على القيام بذلك.
أول تطبيق لحرية الأديان بدأ كمبدأ من مبادئ الحكومة عام 1634 عند تأسيس مستعمرة ماريلاند، التي أسسها اللورد بالتيمور الكاثوليكي. بعد خمسة عشر عاماً (1649) ورد في قانون التسامح في ماريلاند، الذي صاغه اللورد بالتيمور،: «من الآن فصاعداً لا يجب أن يتعرض أي شخص أو أي أشخاص للأذى، أو للتحرش، أو للإهانة بأي طريقة كانت بسبب دينه أو دينها ولا في حرية ممارسة الدين.» تم إلغاء قانون التسامح في ماريلاند بمساعدة من أعضاء مجلس البروتستانت، وأُصدر قانون جديد يمنع الكاثوليك من ممارسة معتقدهم بشكل علني. في عام 1657، استعاد اللورد بالتيمور السيطرة بعد أن عقد اتفاقاً مع البروتستانت في المستعمرة، وفي عام 1958 تم إصدار القانون مجدداً من قبل مجلس المستعمرة. هذه المرة، استمر القانون لأكثر من ثلاثين عاماً، حتى عام 1692، حتى أُلغي القانون مرة أخرى بعد ثورة البروتستانت عام 1689. بالإضافة إلى ذلك، تم إصدار قانون آخر عام 1704 «يمنع تصاعد الممارسات والشعائر الكاثوليكية في المقاطعة»، لمنع الكاثوليك من تولي مناصب سياسية. لم تتم استعادة التسامح الديني الكامل في ماريلاند إلا بعد الثورة الأمريكية، عندما قام عضو مجلس الشيوخ في ماريلاند تشارلز كارول من كارلتون بالتوقيع على إعلان الاستقلال الأمريكي. ولإعادة التأكيد على قانون ماريلاند الاستعماري السابق، ورد في قانون فيرجينيا للحرية الدينية، الذي كتبه توماس جيفرسون عام 1779،: «لا يجوز إجبار أي شخص على ممارسة أو تبني أي عبادة أو مكان أو هيئة دينية، كما لا يجوز اضطهاد أي شخص أو التضييق عليه أو التحرش به أو الاعتداء على بدنه وماله، ولا يجوز أن يعاني بسبب آراؤه أو معتقداته الدينية، بل يجب أن يملك الجميع حرية اعتناق آراؤهم الخاصة في المسائل الدينية وحرية الإبقاء عليها، ولا يجب بأي حال من الأحوال التقليل، أو التضخيم، أو التأثير على أهليتهم المدنية.» وهذه الآراء تم التعبير عنها في «التعديل الأول» للدستور الوطني، وهو جزء من مفكرة الحقوق في الولايات المتحدة:«لا يصدر الكونغرس أي قانون خاص بإقامة دين من الأديان ولا يمنع حرية ممارسته...»
تأخذ الولايات المتحدة «الحرية الدينية» بعين الاعتبار في علاقاتها الخارجية بشكل رسمي. أنشأ قانون الحرية الدينية الدولية في لجنة الولايات المتحدة للحرية الدينية الدولية والتي تحقق في سجلات ما يزيد عن 200 من الأمم الأخرى فيما يتعلق بالحرية الدينية، وتقدم توصيات لتُخضع الأمم ذات السجلات الفاضحة للتمحيص المستمر مع إمكانية فرض عقوبات اقتصادية عليها. العديد من منظمات حقوق الإنسان كانت قد حثّت الولايات المتحدة أن تظل قوية في فرض عقوبات على البلدان التي لا تسمح أو تتسامح مع مفهوم الحرية الدينية.

### كنـدا
قالب:لمزيد من المعلومات
حرية الاعتقاد في كندا هي حق يحميه الدستور، هذا الحق يعطي المؤمنين بدين معين حرية التعبد والتجمع بدون قيود أو تدخُل، قانون حقوق الإنسان الكندي يسمح باستثناء الحرية الدينية فيما يتعلق باللباس الديني، مثل عمامة السيخ عندما يكون هناك متطلب مهني، مثل أماكن العمل التي تتطلب ارتداء القبعة الصلبة.
دوليـًا في الخامس والعشرين من نوفمبر عام 1981 قامت الجمعية العامة للأمم المتحدة بتمرير «إعلان بشأن القضاء على جميع أشكال التعصب والتمييز القائمين على الدين أو المعتقد» يعترف هذا الإعلان بحرية المعتقد كحق أساسي من حقوق الإنسان وفقا للعديد من آليات القانون الدولي الأخرى، ولكن المجتمع الدولي لم يوافق على أي آليات قانونية ملزمة تضمن حق حرية المعتقد.

## مناقشات معاصرة

### الإلحاد
المنظمات الإلحادية مثل مؤسسة الحرية من الدين، والتي تعتبر نفسها كأكبر رابطة للمفكرين الأحرار (ملحدون) في الولايات المتحدة، هذه المؤسسة تقول أن الحرية من الدين هي حق في الولايات المتحدة وهذا الحق يكفله الدستور الأمريكي، وقد كان رد النقاد لهذه الحركة بأن: «الدستور يكفل حرية الدين وليس التحرر من الدين».

### العلمانية الليبرالية
قال آدم سميث (Adam Smith) في كتابه «ثروة الأمم» (The Wealth of Nations) (والذي أستخدم معارضة استخدمت سابقا من صديقه المعاصر ديفيد هيوم " David Hume "): من مصلحة المجتمع ككل ومصلحة الحكومة على وجه الخصوص على المدى الطويل السماح للناس باختيار دينهم بحريّة لأن ذلك يساعد على منع الفتن المدنية وتقليل التّعصّب، سيكون الجميع مضطر إلى تعديل تعاليمهم الصارمة والأكثر إثارة للجدل طالما أن هناك أديان وطوائف دينية مختلفة وذلك ليبدو أكثر جاذبية للمزيد من الناس وبالتالي كسب معتنقين جدد في وقت بسيط، المنافسة الحرة بين الطوائف الدينية للمعتنقين هي التي تضمن الهدوء والاستقرار على المدى الطويل.
يشير سميث أيضاً إلى أن القوانين التي تمنع الحرية الدينية وتسعى للحفاظ على السلطة والإيمان بدين واحد لا تؤدي إلا إلى إضعاف وإفساد الدين على المدى البعيد، كما يصبح قادة الطوائف والدعاة متهاونين ، مفككين وغير متمرسين في كسب والتماس معتنقين جدد، «يمكن أن يكون التعصب النشط والمتهم للمعلمين الدينيين خطراً ومقلقاً فقط عندما تكون هناك طائفة واحدة متسامحة في المجتمع أو عندما يتم تقسيم المجتمع الكبير كله إلى طائفتين أو ثلاث طوائف كبرى فقط ؛ المعلمين لكل طائفة سيقومون بعملهم باهتمام تحت تبعيّة وقواعد سلوكيّة منتظمة، يجب أن يكون هذا التعصب بريء تماماً حيث يمكن للمجتمع أن ينقسم إلى قسمين أو ثلاث مئة أو ربما الآلاف من الطوائف الصغيرة التي لا يمكن أن تكون كبيرة بما فيه الكفاية لتعكير صفو السكينة العامة، سوف يكون لزاماً على معلمي كل طائفة - الذين يرون أنفسهم محاطين بالخصوم أكثر من الأصدقاء - تعلم الإخلاص والاعتدال اللذان من النادر أن يتواجدا بين معلمي الطوائف الكبرى.»

### الهندوسيّة
تعتبر الديانة الهندوسية من أكثر الديانات (الوضعية) تقبلا لمفهوم الحرية الدينية؛ حيث يحق لكل فرد إتباع طريقته الخاصة للوصول إلى الله. ويؤمن الهندوس بطرق الوعظ المختلفة لإرضاء الله وعبادته ونيل الدين كفلسفة؛ وبالتالي يحترم الهندوس جميع الأديان على حد سواء. كما يوضح هذا القول موقفهم من الأديان: «الحقيقة واحدة، لكن الحكماء يسمونها بأسماء مختلفة.»

### المسيحية
صرح مجتمع الكنيسة الكاثوليكية برأيه حول كرامة الإنسان- والذي يرى بأنه «من الواجب الاعتراف به في القانون الدستوري؛ حتى يخضع المجتمع لهذا القانون لتصبح الدولة مدنية»- القائل «بأن للإنسان الحق في الحرية الدينية، والذي يلعب دور الحصانة من الإكراه الديني في المجتمع المدني» ويعتقد بقدرة هذا التغيير على «طمس جميع التقاليد الكاثوليكية الدكتاتورية حول الواجبات الأخلاقية على الناس والمجتمع من خلال الدين الحق».
بالإضافة لرأيه بما يتعلق بالحرية الدينية، كتب البابا يبوس التاسع في كتابه (منهج الأخطاء) «لكل شخص الحرية في اعتناق وإشهار الدين الذي يؤمن به، مسترشدا بقوة المنطق، والتي تؤخذ دائما بعين الاعتبار، حيث يعتبر من الخطأ الاعتقاد عكس ذلك».(15)وأضاف «لم يعد مناسبا حاليا أن تتخذ الدولة الديانة الكاثوليكية دينا أساسيا لها، مع منع جميع الأشكال الأخرى للعبادة، (77) لذلك يجب تبني القانون المتبع حاليا لدى بعض الدول الكاثوليكية، حيث يتم السماح للأشخاص المقيمين بحرية ممارسة طقوسهم الدينية الخاصة بهم.» (78)
يدعم المسيحيون الأرثوذكس مبدأ الحرية الدينية، خصوصا المقيمين في دول ديمقراطية. كما تتشارك العديد من الكنائس مبدأ الحرية الدينية كالكنائس المسيحية للبروتستانت، والكنائس المعمدانية، وكنائس المسيح، وكنيسة مجيئي اليوم السابع (السبتين، وكذلك كنيسة يسوع المسيح لقديسي الأيام الأخيرة. كما يوضح موقف البطريركية القسطنطينية المسكونية دعمها لمبدأ الحرية الدينية. يعتقد الباحث الأفريقي ماكاو موتوا (Makau Mutua) بأن إصرار المسيحيين على نشر ديانتهم للثقافات الأصلية كعنصر من عناصر الحرية الدينية أدى إلى حرمانها من الحرية الدينية للتقاليد المحلية وأدى إلى تدميرها. وأيضا ينص الكتاب الصادر من قبل ائتلاف أوسلو لحرية الدين والمعتقد – «انتهكت الأديان الإمبريالية ضمير الفرد والتقاليد الاجتماعية للمحتلين الأفريقيين من خلال محاولة تخريب الأديان الأفريقية».
كتب جويل سبرنج عن تنصير الإمبراطورية الرومانية: «يعود الفضل للمسيحية في توسع الإمبراطورية، وفي عظمة المشروع الإمبريالي الاستعماري، وإصرار المسيحيين بأن كتب الإنجيل هي المصدر الوحيد الشرعي للمعتقدات الدينية». بحلول القرن الخامس الميلادي، كانت المسيحية متفقة مع مبادئ الامبريالية الرومانية، وهذا يعني حتى تكون إنسانا ولست عبدا بالطبيعة يجب أن تكون متحضرا ومسيحيا. وناقش المؤرخ أنثوني بادجن هذه المسألة قائلا: «ارتبط مفهوم المسيحية مع المواطنة؛ حيث يعتبر المسيحي شخصا متحضرا وقادرا على تفسير قوانين الطبيعة». بحلول القرن الخامس عشر، برر معظم المستعمرين الأوربيين هدف توسع الإمبراطورية ألا وهو القضاء على البربر والوثنيين في العالم عن طريق نشر تعاليم الحضارة المسيحية. وقد سببت العمليات التبشيرية المسيحية بتقليص عدد السكان الهنود واليسوعيين الممارسين للشعائر الدينية بالقوة في 46 مستعمرة أمريكية قي البرتغال وإسبانيا والتي أدت لتحول مسارهم الروحاني والمعتقدات الثيولوجية التي طالما مارسوها.

### الإسلام
قالب:مواضيع رئيسية
الاهتداء للإسلام من ديانة أخرى يُعتبر سهلاً، ويتم ذلك عن طريق نطق (الشهادتين) إلا أن المسلمين ممنوعون من التحول لأي ديانة أخرى (الردة في الإسلام). ومعظم بلدان الغالبية الإسلامية معروفة بأنها تقيّد الحرية الدينية، فتفضل المُسلم على غير المُسلم.[من؟] وفي بلدان إسلامية أخرى تحاول التحرر أكثر في التعامل مع غير المسلمين. كما أن هناك دول ذات أغلبية مسلمة وذات أغلبية علمانية أيضًا، لا تقيّد المعتقدات الدينية. وقد اقتبس بعض علماء الدين الإسلامي [من؟] آيات من القرآن تدل على الحرية الدينية مثل: { لا إكراه في الدين }، و: { لا أَعبدُ ما تعبدون * ولا أَنْتُم عابدونَ ما أَعبدُ * ولا أَنا عابدٌ ما عبَدتُّمْ * ولا أنتم عابدونَ ما أَعبُدُ * لَكُمْ دِينُكُمْ وَلِيَ دِينِ }، حيث تظهر الآية الأخيرة دعم الإسلامي الديني للتوراة والإنجيل وللحرية الدينية، كما تشير الآيات القرآنية إلى أن الحرب التي كانت ضد المشركين في معركة بدر في المدينة المنورة كانت تسمح للمُسلمين بمُحاربة من يعتزمون معاداتهم وضرهم في دينهم فقط (أي: حق الدفاع عن النفس فقط)، وإذا استسلم أعداءهم، يجب عليهم التوقف عن الحرب، لأن الله لا يُحب من يتعدى على حدوده.
وفي البخاري، روى البخاري ومسلم عن جابر بن عبد الله أن أعرابيًّا بايَع رسولَ الله صلى الله عليه وسلم فأصيب الأعرابيّ وعْكٌ بالمدينة، فقال: يا رسول الله، أقلْني بيعتي. فأبى رسول الله ، وتكرّر الطلب والرفض ثلاث مرات، فخرج الأعرابي، فقال الرسول: «إنما المدنية كالكِير، تنفي خَبَثَها، وينْصعُ طيبَها». وفي هذا السرد، لم يكن هُناك أي أدلة تثبت أن محمدًا أمر بتنفيذ حد الردة على الإعرابي بسبب تخليه عن الإسلام. ويرى فريق آخر أن الأعرابي لم يرد الارتداد عن الإسلام وإنما أراد الرجوع عن الهجرة. بالإضافة إلى ذلك، في القرآن الكريم، ذكر: { الْيَوْمَ يَئِسَ الَّذِينَ كَفَرُواْ مِن دِينِكُمْ فَلاَ تَخْشَوْهُمْ وَاخْشَوْنِ الْيَوْمَ أَكْمَلْتُ لَكُمْ دِينَكُمْ وَأَتْمَمْتُ عَلَيْكُمْ نِعْمَتِي وَرَضِيتُ لَكُمُ الإِسْلاَمَ دينا}، وقال: { ولا تزر وازرة وزر أخرى، وأن ليس للإنسان إلا ما سعى }، ولذلك فإنه يُفترض في الإسلام، أن لا تكون جميع العقوبات دنيوية، بل هُناك أعمال حسابها عند الله في الآخرة، وهذا مما يدعم حجج (فريق من المسلمين) الذين يقفون ضد تنفيذ الردة في الإسلام، ومن جهة أخرى، فإن بعض المُسلمين يدعمون تنفيذ حدة الردة على المرتدين عن الإسلام بدليل عن حديث النبي في البخاري، أنه قال: «من بدل دينه فاقتلوه».
ومن ناحية الدول يعترف الدستور الإيراني بأربع ديانات فقط تكون تحت حمايته رسميًا، وهي: الزرادشتية، واليهودية، والمسيحية، والإسلام. وبالرغم من اعتراف الدستور بأربع ديانات، إلا أن هُناك اضطهادات البهائيين في النظام الإيراني فالبهائيين قد تعرضوا للاعتقال، والضرب، والإعدام، وتدمير مُمتلكاتهم، وحرمانهم من الحقوق المدنية مثل وصولهم للتعليم العالي في الدراسة. فليست هُناك أي حُرية اعتقاد في إيران، لأن الارتداد عن الدين الإسلامي لأي دين آخر مرفوض.
وأما في مصر، فقد صُدر حُكم بتاريخ 6 ديسمبر عام 2006م من قبل المجلس الإداري الأعلى لوضع حدود واضحة بين الديانات المُعترف بها، مثل: الإسلام، والمسيحية، واليهودية، وباقي الديانات الأخرى؛ وأما غير فذلك، فهو غير مُعترف به، وغير مقبول رسميًا. وبهذا الحكم يُترك أعضاء الطوائف الدينية الأخرى، بالإضافة إلى البهائيين بلا وثائق حكومية رسمية في بلادهم مثل أي مواطن آخر. فهم لا يستطيعون الحصول على بطاقة هوية، ولا شهادة ميلادٍ أو وفاةٍ أو زواجٍ أو طلاقٍ، ولا حتى جوازات سفر، وبالإضافة إلى ذلك، فليس لديهم حتى حق التعليم، ولا العلاج، ولا التصويت، وأمور أخرى. أنظر جدول بطاقة الهوية المصرية. (أتمنى التأكد من المعلومة)

### تغيير الدين
قالب:المقالة الأصلية
إن أشد الأشياء حساسية في حرية الاعتقاد في الدين هو حق الفرد في الارتداد عن دينه، وحق الفرد في السعي نحو إقناع الآخرين وتشجيعهم لتغيير دينهم. وهناك مناقشات عدة حول هؤلاء الأفراد ومدى أحقيتهم في النشر والسعي نحو نشر دينهم. فالعديد من الدول الإسلامية وغير الإسلامية كالصين، تحاول حد هؤلاء التبشيريين بالديانات الأخرى. واليونان أيضاً وهي دولة أوروبية، فدستورها يحاول منع نشاط الدعوة من الطوائف الأخرى غير الكنسية.
وقد جاء نقد آخر في حرية تغيير الدين من- التقاليد غير الإبراهيمية كالتي عند الهنود والأفارقة. وقد قال أحد العلماء الأفارقة ماكو ماتاو Makau Mutua منتقدًا التبشير الديني بأنه نوعا من الإبادة الثقافية فيما يطلق عليه «التبشير العالمي للأديان»: 
 أما بعض علماء الهند  فقد عارضوا بنفس المنطلق بأن الحق في تغيير الدين ليس أمرًا طبيعيا لا ثقافيًا أو دينيًا.
في سيريلانكا كانت هناك مناقشات حول قانون لحماية الحرية الدينية والتي تحمي التقاليد الدينية للسكان الأصليين من الحملات التبشيرية. وقد تم مناقشتها أيضًا في عدة أجزاء من الهند لفرض قوانين مشابهة وبخاصة لأولئك الذين يمنعون التحول بالقوة أو بالخداع أوالإغراء. أطلقت جمعية التضامن المسيحي العالمية في عام 2008 - وهي منظمة مسيحية غير حكومية لحقوق الإنسان ومتخصصة في حرية الدين - تقريرًا مفصلا عن انتهاك حقوق الإنسان والتي يواجهها الأفراد الذين يتركون الإسلام لدين آخر. وكان هذا التقرير هو بحث لمدة سنة ومفصل في ستة دول مختلفة، وكانت تنادي بالشعوب المسلمة والمجتمع الدولي والإعلام الدولي لتتم معالجة الاضطهاد بحزم لأولئك الذين عانوا من أحكام الردة

### الردة في الإسلام
قالب:المقال الرئيسي
كلمة (Apostasy) يطلق عليها في الإسلام"ردة" (أي "الرجوع للوراء") . ويطلق على الشخص المولود لأبوين مسلمين والذي يرفض الإسلام "مرتد فطري" ويطلق على الشخص الذي يعتنق الإسلام ثم في وقت لاحق يرفضه " مرتد ملي (أي مرتد عن الملة (المجتمع))  في الشريعة الإسلامية، أجمع الرأي بأن الرجل المُرتد يجب أن يُنفذ فيه حكم الإعدام إلا إذا كان يعاني من اضطراب عقلي أو ارتد مكرهًا، مثل خطر وشيك يعرضه للقتل. المرأة المرتدة يجب في حقها تنفيذ الإعدام وفقاً للمذهب الشافعي والمالكي والحنبلي من الفقه الإسلامي السني، أو تسجن حتى تعود للإسلام كما يدعوا إليه علماء المذهب الحنفي والشيعي. ومن الناحية المثالية، يجب أن يكون المُنفِذ لحكم الإعدام إماماً، وفي الوقت نفسه، تُجمِع جميع المذاهب الإسلامية الفقهية على أن أي مسلم يستطيع أن يقتل مرتداً دون عقاب . ومع ذلك، بينما يتفق أغلب العلماء على العقاب، يختلف الكثير على المدة المسموح بها لسحب الردة. الكثير من العلماء يدفع هذا بقدر الفترة المسموحة حتى يموت أو تموت.وهكذا، مما يجعل عملية الإعدام مجرد نظرية / عملية. [citation needed] 

## القانون العلماني
قد تتعارض الشعائر الدينية أيضا مع القانون العلماني وتخلق جدلاً حول الحرية الدينية. على سبيل المثال، بالرغم من أن تعدد الزوجات أمر مباح في الإسلام إلا أنه أمر محظور في القانون العلماني لدى العديد من الدول، مما يثير تساؤلاً حول ما إذا كان منع الشعائر يعتبر انتهاكا لعقائد بعض المسلمين. الولايات المتحدة الأمريكية والهند كلتاهما دولتان علمانيتان دستوريا إلا أن كلاً منهما اتخذت موقفا مختلفا حول هذه القضية، فتعدد الزوجات في الهند أمر مسموح للمسلمين فقط تحت قانون الأحوال الشخصية الإسلامي، أما في الولايات المتحدة الأمريكية فإن تعدد الزوجات أمر محظور على الجميع. وقد شكل ذلك مصدر رئيسيا للخلاف بين الكنيسة المورمونية الأولى LDS والولايات المتحدة حتى قامت الكنيسة بتعديل موقفها في تطبيق تعدد الزوجات. برزت قضايا مشابهه أيضاً حول الاستخدام الديني للمواد المخدرة من قبل القبائل الأمريكية الأصلية فضلا عن ممارسات أخرى لهذه القبائل. في عام 1995 لخص بدقه رئيس المحكمة العليا لولاية كاليفورنيا روجر جاي ترينور Roger J. Traynor الموقف الأمريكي بشأن أن حرية الأديان لا تعني التحرر من القانون " بالرغم من أن حرية الضمير وحرية المعتقد هي أمور ثابتة إلا أن حرية التصرف ليست كذلك"  وبالرغم من احترام الاستخدامات الدينية للحيوانات من قبل القانون العلماني إلا أن المحكمة العليا للولايات المتحدة في قضية كنيسة بابالو لوكومي آي ضد مدينة هيالية "the Church of Lukumi Babalu Aye v. City of Hialeah" في عام 1993 أيدت الحق لأتباع السانتيريا في ممارسة شعائر التضحية بالحيوانات بمقولة القاضي انثوني كيندي في قراره قائلا " إن المعتقدات الدينية لا تحتاج لأن تكون مقبولة ومنطقية بما يتفق مفهومه مع الآخرين من أجل أن تستحق التعديل الأول في الحماية" (نقلا عن القاضي كيندي من رأي القاضي برغر ضد توماس في مراجعة مجلس شعبة التوظيف الأمني لولاية إنديانا 450 الولايات المتحدة 707 (1981))  "
قدم تقرير صدر في يناير 2022 من قبل IMPACT-se ، وهي منظمة إسرائيلية غير ربحية ، فصل التقريرمقدار التسامح الديني الذي أثر على الطلاب من خلال نظام التعليم في الإمارات العربية المتحدة. يبدأ قسم «اليهود كمجتمع ديني» من التقرير بالاستشهاد بمنهج الإمارات العربية المتحدة باعتباره منهجًا متسامحًا وأحدها يغرس «موقفًا إيجابيًا بشكل عام تجاه غير المسلمين الآخرين». ومع ذلك ، إلى جانب الأمثلة الإيجابية الهادفة إلى الحفاظ على السلام بين البلدين ، يسلط التقرير الضوء أيضًا على الصورة السلبية لليهود في الإمارات ، مستشهداً بمقطع حديث يحث المؤمنين على ألا يكونوا مثل اليهود ، فقد يكونون نجسين أو قذرين. وصف نص تعليمي إسلامي كذلك معاقبة يهود بني قريظة لإساءة استخدام التزامهم بدعم محمد (صلى الله عليه وسلم). يبدو أيضًا أن الكتب المدرسية فاتتها ذكر إسرائيل في خرائطها أو تعليم الأطفال وتاريخ الدولة اليهودية ، أي حدث الهولوكوست على الرغم من تطبيع العلاقات مع الدولة اليهودية.

## القانون الدولي
في القانون الدولي فان حرية الدين والمعتقد محمية من قبل المعاهدة الدولية للحقوق المدنية والسياسة (ICCPR). وقد تجاوز هذا إلى المعتقدات غير الدينية مثل الإنسانية. ومع ذلك فإن الأقليات الدينية ما زالت تعاني من الاضطهاد والظلم في أنحاء كثيرة من العالم.

## حقوق الأطفال
قانون ألمانيا ضم مصطلح «دين الأغلبية» مع تحديد سن أدنى من العمر وذلك ليتبعوا ما شاءوا من معتقدات دينية حتى لو كانت لا تتشارك أو تتوافق مع معتقدات آباءهم. الأطفال بعمر الرابع عشر أو أكبر لديهم الحق المطلق في الدخول والخروج لأي مجتمع ديني. الأطفال بعمر الثاني عشر وأكبر لا يمكن إكراههم لتغيير معتقداتهم. الأطفال بعمر العاشرة وأكبر يتم سماعهم من قبل آباءهم قبل أن يقوموا بتحويل معتقداتهم [ وهناك قانون مشابه في استريا Austria[ وسويسرا Switzerland.

## مخاوف حديثة
في التقرير السنوي لعام 2011 عينت لجنة الولايات المتحدة العالمية لحرية المعتقد أربعة عشر دولة «كدول ذات مخاوف معينة». وعلق رئيس اللجنة بأن هذه الدول هي الأسوأ في انتهاك حرية الدين وحقوق الإنسان وهي : بورما، الصين، مصر، إرتريا، إيران، العراق، نيجيريا، كوريا الشمالية، باكستان، المملكة العربية السعودية، السودان، تركمنستان، أوزبكستان والفيتنام. وهناك دول أخرى على لائحة المراقبة وتتضمن : أفغانستان، بيلاروس، كوبا، الهند، إندونيسيا، لاوس، روسيا، الصومال، طاجكستان، تركيا وفنزويلا  هنالك مخاوف بشأن الاضطهاد ضد الأقليات الدينية كحظر بعض الممارسات الدينية مثل: الحجاب للمسلمات، والقلنسوة لليهود، والصليب للمسيحيين في بعض البلدان اليهودية. في المادة 18 من قوانين المعاهدة الدولية للأمم المتحدة الخاص بالحقوق المدنية والسياسية حُدَّت القيود على حرية المرء في إظهار دينه أو معتقده للزوم الحفاظ على سلامة العامة، والنظام، والصحة والآداب والحقوق والحريات الأساسية للآخرين. والحرية الدينية بمفهوم قانوني مرتبط -لكنه غير متماثل- بفصل الدين عن الدولة، والتسامح الديني، والدولة العلمانية.
بالنسبة للأفراد، يؤخذ التسامح الديني كموضع للإشارة إلى قبول الأديان الأخرى. هذا التسامح لا يفترض بأن دين ما هو الصحيح بينما الأديان الأخرى ليست كذلك، بل يقتضي أن لكل مواطن الحق في ممارسة معتقداته الخاصة. وعلى ذلك يمكن أن ينظر إلى التبشير على أنه جريمة بحق المعتقدات الدينية الأخرى، بما في ذلك المعتقدات الإلحادية.
رائف بدوي ، المدون السعودي الذي احتُجز لمدة 10 سنوات وتلقى 1000 جلدة علانية في عام 2014، أُطلق سراحه في 11 مارس 2022. شاركت زوجته المقيمة في كيبيك ، إنصاف حيدر ، معلومات الإفراج عن رائف بعد أن تلقت مكالمة هاتفية. منه. المدون السعودي تم تغريمه وسجنه وجلده لانتقاده رجال الدين في بلاده من خلال كتاباته. ومع ذلك ، إلى جانب العقوبة المذكورة ، فُرض حظر جواز سفر على رائف لمدة 10 سنوات ، مما منعه من السفر خارج المملكة العربية السعودية. ادعت مراسلون بلا حدود أنهم سيعملون من أجل رفع حظر السفر لمساعدة رائف على الانضمام إلى عائلته في كندا.

## اليوم العالمي لحرية الدين
يوم 27 من شهر أكتوبر هو اليوم العالمي لحرية الدين، لإحياء ذكرى الشهداء في بوسطن الذين أعدموا بسبب الدفاع عن معتقداتهم الدينية عام 1659-1661. وفي الولايات المتحدة أعلن أنه يوم 16 من يناير هو يوم الحرية الدينية.

## نظرة معاصرة حول العالم
قام منتدى مركز («بيو» للأبحاث حول الدين والحياة العامةPew Research Center) بعمل دراسة عن الحرية الدينية في العالم، وجمعت تلك الدراسة بيانات من (16) منظمة حكومية وغير حكومية، بما في ذلك الأمم المتحدة، ووزارة الخارجية الأمريكية، و (منظمة مراقبة حقوق الإنسان Human Rights Watch)، وقد شملت الدراسة أكثر من 99.5٪ من سكان العالم. ووفقاً للنتائج التي نشرت في ديسمبر من عام 2009 فإن نحو ثلث البلدان في العالم لديها قيود عالية أو عالية جداً على الدين، وما يقرب من 70% من سكان العالم يعيشون في البلدان ذات القيود المشددة المفروضة على الحرية الدينية. اهتمت دراسة مركز بيو للأبحاث بجميع القيود على الدين والناشئة عن طريق كلٍ من السلطات الحكومية والاجتماعية، حيث تمارس هاتان السلطتان أعمالاً عدائية يقوم بها أفراد ومنظمات وفئات من المجتمع، كما وضحت الدراسة أن بعض القيود الحكومية قد شملت قيوداً دستورية أو غيرها من القيود على حرية التعبير. وقد تم قياس الأعمال العدائية الاجتماعية المتعلقة بالدين بإحصاء أعمال الإرهاب والعنف بين الجماعات الدينية.
وقد أظهرت الدراسة أن الدول في أمريكا الشمالية والجنوبية أظهرت بعضاً من أدنى مستويات القيود الحكومية والاجتماعية على الدين، في حين أظهرت منطقة الشرق الأوسط وشمال أفريقيا أعلى مستويات القيود على الحرية الدينية، حيث تصدرت المملكة العربية السعودية، وباكستان، وإيران قائمة البلدان ذات المستويات الأعلى من القيود على الدين بشكل عام. ومن بين أكبر 25 دولة في العالم من حيث عدد السكان، كانت إيران، ومصر، واندونيسيا، وباكستان ضمن قائمة الدول الأعلى في مستويات القيود على الحرية الدينية بشكل عام، بينما أظهرت دولاً أخرى (البرازيل، واليابان، وإيطاليا، وجنوب أفريقيا، والمملكة المتحدة، والولايات الأمريكية المتحدة) بعضاً من أدنى مستويات القيود على الحرية الدينية. بينما الشرق الأوسط، وشمال أفريقيا وأمريكا الشمالية والجنوبية يظهرون إما مستويات مرتفعة أو منخفضة من القيود الحكومية أو الاجتماعية، فهذان المتغيران لا يتماشيان دائما مع بعضهما البعض.
فيتنام والصين كمثال لديهما قيود حكومية شديدة علي الأديان لكن لدرجة خفيفة أو متوسطة بالنسبة للنزاعات القبلية. نيجريا وبنجلاديش علي العكس درجة مرتفعة في النزاعات القبلية لكن متوسطة بالنسبة لتصرفات الحكومة. الدراسة أثبتت أن القيود الحكومية كانت نسبيًا منخفضة في الولايات المتحدة الأمريكية لكن مستوي النزاعات القبلية أكبر مما سُجل في عدد من الديمقراطيات الكبيرة مثل البرازيل واليابان. بينما تسعي معظم الدول لحماية الحريات الدينية عبر دستورها أو قوانينها ، فقط ربع هذه الدول وجد أنهم يطبقون تمامًا تلك الحقوق القانونية بالممارسة الفعلية. في 75 دولة - كل 4 من 10 دول في العالم - الحكومات تُقيَّد من نشاط الجماعات الدينية الخاصة بالتبشير وفي 178 دولة - تسعون بالمائة من الجماعات الدينية يجب أن يُعترف بها من قبل الحكومة.
الصين والهند أيضا أظهروا تطرفًا ، لكن بقيود مختلفة علي الأديان. الصين أظهرت مستويات مرتفعة من القيود الحكومية لكن متوسطة إلى منخفضة من النزاعات القبلية، بينما الهند أظهرت مستويات مرتفعة من النزاعات القبلية لكن مستويات منخفضة من القيود الحكومية.إسرائيل تقع ضمن (دول الاحتلال) التي سُجل لها أرقام مرتفعة علي مقياس النزاعات القبلية بالمقارنة بين الدول الأكثر استبدادًا أو الأقل ترتيبًا.
يتربع على قائمة الأكثر قيودًا حكومية : السعودية ، إيران أوزبكستان، الصين، مصر، بورما، المالديف، اريتريا ، ماليزيا وبرون وفي أعلى قائمة النزاعات القبلية : العراق، الهند، باكستان، أفغانستان، أندونسيا، بنجلاديش، الصومال، إسرائيل، سريلانكا، السودان والسعودية.

## وصلات خارجية
- Religion's Free Foundation
- Religion and Foreign Policy Initiative, Council on Foreign Relations.